# Goodyera fumata
Goodyera fumata är en orkidéart som beskrevs av George Henry Kendrick Thwaites. Goodyera fumata ingår i släktet knärötter, och familjen orkidéer. Inga underarter finns listade i Catalogue of Life.